# Indravati (rivière d'Inde)
L'Indravati (hindi : इंद्रावती नदी) est une rivière indienne d'une longueur de 386 km, tributaire de la Godavari. Elle a donné son nom au parc national d'Indravati.